# Gle Cukok
Gle Cukok är ett berg i Indonesien.   Det ligger i provinsen Aceh, i den västra delen av landet, 1 800 km nordväst om huvudstaden Jakarta. Toppen på Gle Cukok är 528 meter över havet, eller 76 meter över den omgivande terrängen. Bredden vid basen är 2,2 km.
Terrängen runt Gle Cukok är kuperad norrut, men söderut är den bergig. Terrängen runt Gle Cukok sluttar norrut.Runt Gle Cukok är det ganska tätbefolkat, med 100 invånare per kvadratkilometer. I omgivningarna runt Gle Cukok växer i huvudsak städsegrön lövskog.